# Paolo Colagrande
Paolo Colagrande (Piacenza, 12 luglio 1960) è uno scrittore italiano.

## Biografia
Il suo romanzo d'esordio è Fìdeg, pubblicato per Alet edizioni nel 2007; come spiegato nel glossario posto alla fine dell'opera, il titolo del libro è un'esclamazione che vuol dire "fegato".
Fìdeg ha vinto il Premio Campiello nella sezione Opera prima a un mese dalla pubblicazione, e ha ricevuto una menzione speciale al Premio Viareggio nella stessa sezione. Inizialmente, al Viareggio, il suo nome venne escluso dalla rosa dei finalisti, in quanto già vincitore del Campiello. Successivamente, Colagrande venne riammesso poiché, secondo quanto fatto notare da alcuni giurati, non vi era alcuna incompatibilità. Il premio, comunque, non è stato assegnato, e i finalisti, da regolamento, hanno ricevuto una menzione speciale.
I suoi romanzi Senti le rane (Nottetempo 2015) e La vita dispari, (Einaudi 2019), sono stati insigniti entrambi del Premio Selezione Campiello.
Con il romanzo Salvarsi a vanvera (Einaudi) ha vinto il Premio Alassio Centolibri - Un autore per l'Europa.

## Vita privata
Vive a Piacenza, è sposato e ha due figli
.

## Opere
- Fìdeg, Ed. Alet, 2007
- Kammerspiel, Ed. Alet, 2008
- Dioblù, Ed. Rizzoli, 2010
- Senti le rane, Ed. nottetempo, 2015
- La vita dispari, Ed. Einaudi, 2019
- Salvarsi a vanvera, Ed. Einaudi, 2022

### Racconti
- Ha pubblicato racconti sulla rivista Linus e un suo racconto è nella raccolta Panta. Emilia Fisica, a cura di Paolo Nori (Bompiani, 2006).
- È tra i fondatori della rivista L'accalappiacani, edita da DeriveApprodi; nel numero zero, ha pubblicato il suo racconto Non possiamo non dirci cani.